# Натуристский курорт

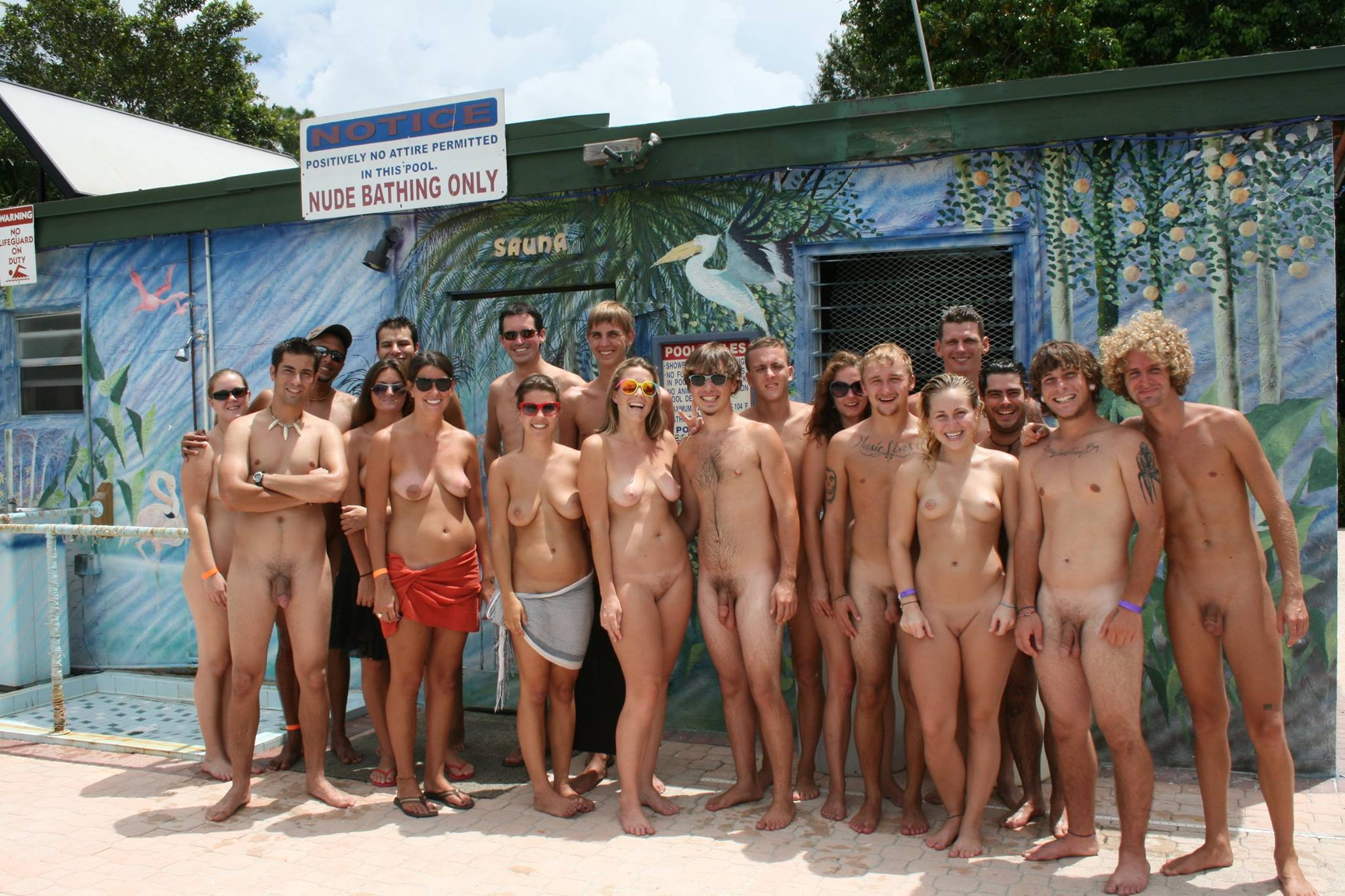
Натуристский курорт во Флориде, 2014

Натуристский курорт или нудистский курорт — это заведение, предоставляющее жилье (или, по крайней мере, место для кемпинга) и другие удобства для гостей в контексте, когда им предлагается практиковать натуризм, то есть образ жизни, не связанный с сексуальной социальной наготой. Небольшой, более деревенский или более простой натуристский курорт можно назвать натуристским лагерем.
Клуб натуристов — это ассоциация людей, которые вместе практикуют натуризм, но эта фраза также часто используется как синоним «натуристского курорта», поскольку, как правило, такой курорт будет находиться в ведении такой ассоциации. В Соединённом Королевстве и Новой Зеландии некоторые натуристские клубы называются sun clubs.
Сообщество натуристов — это идейное сообщество, члены которого предпочитают жить вместе и практиковать натуризм на постоянной основе. Сообщества натуристов когда-то назывались нудистскими колониями, и этот термин все ещё существует в популярной культуре, но сегодня большинство натуристов избегают его из-за негативных коннотаций.
Натуристские курорты и сообщества существуют по широкому спектру без резких различий — натуристский курорт может быть в основном коммерческим, но также вмещать некоторых постоянных жителей, в то время как сообщество натуристов может быть в основном жилым, но также обслуживать некоторых платных посетителей. Некоторые натуристские курорты и сообщества требуют обнаженности в качестве условия пребывания на сайте; на других не требуется ношение одежды, что позволяет людям носить одежду до тех пор, пока они терпят, что другие ходят обнаженными.
Несколько натуристских сообществ достаточно велики, чтобы принимать такие предприятия, как магазины, банки и рестораны; их можно назвать натуристскими деревнями. Примеры включают Вера-Плайя в Испании и Центр Эли-Марин Монталиве и натуристскую деревню в Кап д'Агд, оба во Франции. Некоторые европейцы приберегают термин «натуристский курорт» для сообществ такого масштаба.

## Стандартные удобства

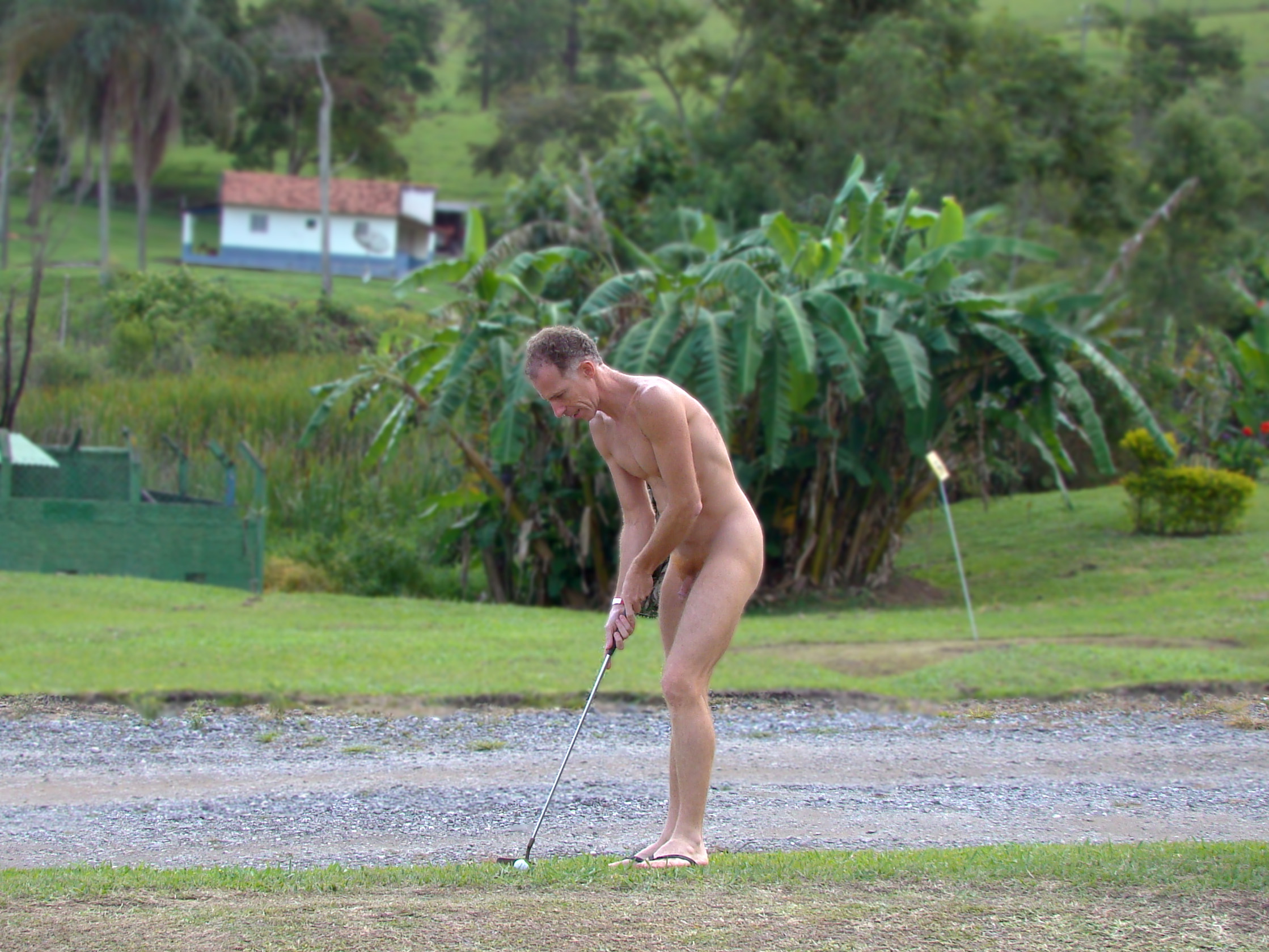
Обнаженный игрок в гольф

Натуристские курорты обычно предоставляются услуги и удобства, аналогичные тем, которые предлагаются на других курортах, при этом сам натуризм является главной достопримечательностью. На натуристском курорте предусмотрены удобства для плавания, будь то искусственный бассейн или доступ к естественному водоему; в первом случае даже на курортах, где необязательно носить одежду, обычно требуется обнажаться в бассейне. Гидромассажные ванны и сауны также являются общими удобствами.
Поскольку натуризм делает упор на упражнения на свежем воздухе, на натуристских курортах обычно есть площадки для бесконтактных видов спорта на открытом воздухе, таких как теннис или петанк. Более крупные курорты могут предоставлять поля для гольфа или мини-гольфа. Два вида спорта, наиболее сильно ассоциирующиеся с натуристскими курортами, — это волейбол и мини-теннис.
Волейбол стал популярным среди натуристов вскоре после его изобретения в конце XIX века. Записи регулярных игр в клубах можно найти ещё в 1920-х годах. К 1960-м годам волейбольные площадки были распространены почти на всех натуристских курортах. Крупный турнир по волейболу в обнаженном виде (более 70 команд) проводится каждую осень с 1971 года в White Thorn Lodge в западной Пенсильвании, и несколько небольших турниров ежегодно проводятся по всей Северной Америке.
Мини-теннис — это игра, похожая на теннис, созданная натуристами в 1930-х годах; она остается исключительно натуристским видом спорта. Первоначальные правила были составлены мистером Р. Дугласом Огденом, бизнесменом из Манчестера, интересующимся спортом. Вместо ракеток игроки используют деревянные биты, известные как thugs (такс), которые по форме напоминают коробку вокруг руки игрока. Этим видом спорта занимается Ассоциация любителей мини-гольфа.
В натуристских деревнях обычно размещаются предприятия, предоставляющие другие удобства, которые могут включать в себя супермаркеты, кафе, рестораны и ночные клубы.

## Поведение
Почти на всех натуристских курортах строго запрещена сексуальная активность в общественных местах, равно как и откровенные сексуальные приглашения. Исключения, курорты только для свингеров для взрослых, такие как Hedonism II на Ямайке, не связаны ни с какими натуристскими организациями, и большинство натуристов не считают их на туристскую практику. В XXI веке в некоторых нудистских поселениях, в частности в Кап-д’Агд, появились свингеры и «развратники», которые отошли от этих правил поведения; натуристы возмущаются и сопротивляются этим изменениям, воспринимая их как «вторжение». В некоторых случаях ранее несексуальные натуристские клубы перешли на обслуживание свингеров и в результате были исключены из своей национальной натуристской организации.
Исторически сложилось так, что большинство натуристских клубов и курортов отказывали во въезде мужчинам, которых не сопровождали женщины, и эти ограничения до сих пор сохраняются во многих местах. Во многих натуристских клубах и курортах действуют правила, запрещающие украшения для гениталий, хотя всё большее число людей смягчает их на практике. В большинстве клубов действуют ограничения на фотографирование; в лучшем случае запрещено фотографировать взрослых без их разрешения или детей, кроме своих собственных. По гигиеническим соображениям обнаженные люди должны накрывать мебель полотенцем, прежде чем садиться на неё.

## В популярной культуре
Многие фильмы, выпущенные в середине XX века, были представлены как документальные фильмы о натуристском образе жизни. Фактически это было в значительной степени предлогом для использования лазейки в законах о цензуре, ограничивающих демонстрацию наготы. В основном они снимались на натуристских курортах, но в главных ролях были представлены привлекательные гламурные модели. Стандарты актёрского мастерства и производства были невысокими, а возможности для показа были ограничены. Многие фильмы были переизданы под новыми названиями, чтобы обманом заставить посетителей посмотреть фильмы ещё раз. Известные примеры включают «Райский сад» (1954), «Голые, как задумано природой» (1961) и «Джентльмены предпочитают естественных девушек» (1963). Поджанр прекратил свое существование в середине 1960-х годов из-за сокращения аудитории и изменений в законодательстве, которые сделали документальный предлог ненужным. В XXI веке натуристские курорты периодически появляются в телевизионных драмах.